# سونات ویولن شماره ۹ (بتهوون)
سونات پیانو شماره ۹ در لا ماژور یا لا مینور، اثر لودویگ فان بتهوون، یک سونات دونوازی برای ویولن و پیانو اُپوس ۴۷ و جزو آثار دورهٔ نخستِ آهنگسازیِ اوست و آن را در سال ۱۸۰۳ تصنیف کرده و نخستین بار در ۲۴ مهٔ همان سال اجرا شد و در ۱۸۰۵ انتشار یافت.
بتهوون این سونات را به رودلف کرویتزر، ویولن‌نواز، معلم موسیقی، آهنگساز، و رهبر ارکستر اهل فرانسه با تبار آلمانی تقدیم کرد. البته بتهوون ابتدا سونات را به جورج بریج‌تاوِر‏ (۱۷۷۸–۱۸۶۶)، ویولن‌نوازِ آفریقایی-اروپایی، اهدا کرد، اما به دلیل اختلافی شخصی و عاطفی، تقدیم‌نامچه را تغییر داد و آن را به کرویتزر پیشکش کرد. گفتنی است که کرویتز هرگز در اجرای این سونات شرکت نکرد. در نخستین اجرای این سونات، بریج‌تاوِر بتهوون را -که خود نواختنِ پیانو را بر عهده داشت- با ویولن همراهی کرد.

## ساختار
سونات ویولن شماره ۹ بتهوون از همهٔ آثار مشابه او طولانی‌تر است؛ به‌طوری‌که اجرای کاملِ آن معمولاً حدود ۴۳ دقیقه به‌طول می‌انجامد. این سونات از سه موومان تشکیل شده‌است:
1. آداژیو سوستِنوتو - پرِستو (در لا ماژور ـ لا مینور؛ حدود ۱۵ دقیقه)
2. آندانته کُن واریاتسیونی (در فا ماژور، با فرم واریاسیون؛ واریاسیونِ نخست در فا مینور، حدود ۱۸ دقیقه)
3. پرِستو (در لا ماژور، با فرم سونات؛ حدود ۱۰ دقیقه)